# Yokuts casson
Cassons o Casson és el nom d'una tribu yokuts del centre-est de Califòrnia. Els cassons també eren anomenats gashowu. El territori yokut casson Yokut s'estenia per la banda oriental de la vall de San Joaquin baixa cap a l'est fins a els contraforts superiors, entre el riu San Joaquin al nord i riu Kings al sud. Els cassons signaren el tractat de Camp Barbour sota Tom-quit, al riu San Joaquin, estat de Califòrnia, 19 d'abril de 1851. El tractat fou signat per nombroses tribus yokuts i entre Redick McKee, George W. Barbour, i O. M. Wozencraft, comissionats per part dels Estats Units d'Amèrica.
El territori dels yokuts casson inclou el comtat de Madera i parts del comtat de Fresno. Els tres caps que signaren pels cassons foren Domingo Perez, Tom-mas i Jose Antonio. Molts nadius californians havien adoptat noms espanyols durant el període les Missions espanyoles a Califòrnia.
Els cassons, com altres yokuts, i els grups nadius de Califòrnia central, foren expulsats de llurs llars a la vall de San Joaquin a reserves després que signaren nombrosos tractats, inclòs el de Camp Babour. El tractat de Barbour, el tractat de Fremont i altres tractats a Califòrnia mai no foren ratificats.
Moltes famílies yokuts casson marxaren a treballar a Yosemite a començaments del 1900. Com les tribus veïnes monos paiutes i Miwoks, residien allà la meitat de l'any i retornaven a les seves àrees tribals. Més tard, en la dècada de 1920, es construïren llars al Parc Nacional Yosemite per als seus treballadors nadius americans.